# Claire Gagnier
Pour les articles homonymes, voir Gagnier.
Claire Gagnier est une chanteuse soprano québécoise née le 28 mars 1924 à Montréal et morte le 25 décembre 2022 à Laval.

## Biographie
Son père, René Gagnier, était musicien tout comme son grand-père, Joseph Gagnier. Elle avait deux sœurs, Jeanne Gagnier et l'actrice Ève Gagnier et un frère, le musicien Gérald Gagnier.
En 1944, elle remporte le premier prix du concours « Singing Stars of Tomorrow  de la Société Radio-Canada. Elle obtient ensuite une bourse qui lui permet d’aller étudier le chant classique à la Juilliard School de New York.
Sa carrière l'emmène ensuite sur les plus grandes scènes, dont le Metropolitan Opera et Carnegie Hall. Elle côtoie également des musiciens québécois reconnus de son époque, notamment Wilfrid Pelletier, les chanteurs Richard Verreau et Léopold Simoneau.

## Honneurs
- 1972 - Prix Calixa-Lavallée de la Société Saint-Jean-Baptiste de Montréal
- 1990 - Membre de l'Ordre du Canada
- 1996 - Membre du Panthéon canadien de l'art lyrique